# 古巴航空1216号班机空难
古巴航空1216号班机空难（西班牙語：Vuelo 1216 de Cubana de Aviación）发生于1999年12月21日，一架执飞该航班的麦道DC-10在危地马拉城拉奥罗拉国际机场降落时冲出跑道，导致机上16人及地面2人遇难。

## 航机和涉事机组
肇事机为一架麦道DC-10，注册号为F-GTDI，由古巴航空从AOM法国航空租赁。机龄27年，事故发生时累计飞行时间85,760小时。该飞机之前归非洲航空所有，注册号为TU-TAL，曾在1987年执飞非洲航空056号班机时遭遇劫机。
执飞该航班的机长是54岁的豪尔赫·托莱多（Jorge Toledo），1972年加入古巴航空，1993年开始担任DC-10机长。飞行时间有16,117小时，其中4,872小时是在DC-10上累计。副驾驶是41岁的塞西略·埃尔南德斯（Cecilio Hernandez），1978年加入古巴航空，1993年开始担任DC-10副驾驶，他之前曾担任雅克-42型航机的机长。埃尔南德斯的飞行时间有8,115小时，其中4,156小时是在DC-10上累计。59岁的飞行工程师是机组人员中最有经验的成员；其自1992年以来一直担任DC-10飞行工程师，从1966年开始就服务于古巴航空。飞行总时长22,819小时，其中DC-10飞行时长4,939小时:5–8。

## 事故
该航班是一架包机，负责将在古巴留学的危地马拉大学生接回国。肇事机从古巴何塞·马蒂国际机场起飞，机上载有296名乘客和18名机组人员。两个小时后，飞机获准降落在拉奥罗拉国际机场19号跑道。着陆后，飞行员无法停下飞机，肇事机冲出跑道末端并冲下斜坡，撞向十所房屋。事故共造成18人死亡：机上8名乘客和8名机组人员，以及2名住户。机上288名乘客和10名机组人员幸存，但37名乘客和机组人员以及地面上的另外20人受伤。肇事机因损坏严重报废。坠机地点位于拉利伯塔德附近。一名飞行员遇难。

## 事故原因
危地马拉的航空事故调查机关调查了这起事故。调查发现，飞机落地時間太晚，加上跑道湿滑使减速力度不足，而机组人员沒有執行复飞。扰流板处于放下和锁定的位置，而飞航数据记录仪显示它们已展开，而驾驶舱内扰流板的手柄处于不确定的位置。事故调查未能确定兩者衝突的原因。